# Les Fléchettes
Les Fléchettes est un ensemble féminin de quatre choristes ayant accompagné le chanteur Claude François de 1968 à 1977. Pendant vocal des Clodettes, les danseuses du chanteur, le quatuor se composait de deux sœurs, Dominique Poulain (née Bonnevay) (1949) et Catherine Welch (née Bonnevay) (1952) ainsi que de leurs cousines Martine Latorre (née Chemener) (1949) et Francine Chantereau (née Chabot) (1951).
Sous l'alias initial Les OP'4 (ou OP4), elles furent, avec Les Parisiennes, Les Provinciales, Les Petites Souris et d'autres groupes vocaux féminins, une des transpositions françaises du girls group américain des années 1960. 

## Carrière commune

### Des OP'4 aux Fléchettes
En 1968, Claude François recrute, après leur audition, les membres d'un groupe vocal féminin, Les OP'4 — Dominique Bonnevay et Catherine Bonnevay, deux sœurs, et Martine Latorre et Francine Chantereau, deux cousines —, en tant que choristes pour faire les voix en studio d'enregistrement et l'accompagner en tournée. Leur sélection se fonde uniquement sur la qualité de leur timbre de voix et non sur des critères comme la minceur des silhouettes ou la perfection des visages. Le quatuor devient Les Fléchettes, nom inspiré de la dénomination commerciale de la boîte de production de Claude François, Flèche,.
Les OP'4 avaient déjà sorti deux singles multi-titres chez Decca, le premier en 1966 (Attention aux garçons et Vraiment t'es pas malin (chanté avec Éric Charden), le second en 1967 (C'est extra et  Ils sont si gentils). Leur recrutement par Claude François sera un tournant dans leur carrière.
En 1970, Dominique Bonnevay épouse Michel Poulain, directeur artistique, de 1967 à 1971, de Claude François. En l'honneur des jeunes mariés, le chanteur organisera une grande réception dans sa propriété du moulin de Dannemois.
De 1969 à 1973, Les Fléchettes publieront, plusieurs disques 45T produits par la maison de disques Flèche, notamment Une fille est toujours belle (1969), Les Heures (1969) et Tout l'amour du monde (1970).
Vers le milieu des années 1970, elles forment avec les frères Costa, deux choristes à la voix d'or, le groupe Chance, à l'origine d'un album du même nom,.
En 1977, elles participent au concours de l'Eurovision en tant que choristes derrière Marie Myriam, dont la chanson, L'Oiseau et l'Enfant, remporte la première place.
Le mercredi 15 mars 1978, à l'église d'Auteuil, en point d'orgue des funérailles de Claude François mort électrisé, les Fléchettes interprètent, non sans émotion, l'Ave Maria de Gounod en hommage à leur mentor disparu. Elles finissent en larmes alors que l'assistance sanglote,.

## Carrières individuelles
À la fin de leur collaboration avec Claude François en 1977, Les Fléchettes se dispersent pour se mettre au service de différents chanteurs (Jean-Jacques Goldman, Nana Mouskouri, Mireille Mathieu, C. Jérôme et Joe Dassin).

### Francine Chantereau et Martine Latorre
À partir de 1981, Martine Latorre et Francine Chantereau, à l'instigation du producteur Jean-Luc Azoulay, connaissent une carrière sur scène aux côtés de l'animatrice télévisuelle Dorothée durant les quinze années de ses succès en chansons dans le Club Dorothée sur TF1.
À partir de 1992, elles sont présentes chaque mercredi après-midi à l'antenne du Club Dorothée pour accompagner la chanteuse ou chanter les intermèdes musicaux du spectacle. Devenues partie intégrante de l'émission, elles gagnent la sympathie du public. Elles remplacent même, un temps, Ariane Carletti. Enfin, elles accompagnent Dorothée dans ses tournées et galas, notamment sur la scène de Bercy.
En 2010, elles participeront au retour musical de Dorothée, assurant les chœurs de son nouvel album.
Après l'arrêt du club Dorothée en 1997, Francine Chantereau collaborera avec divers chanteurs ou chanteuses, dont Mireille Mathieu.
Dans les années 2000, elle sortira également plusieurs albums de chansons de Noël et de chansons pour enfants.

### Dominique Poulain
Dominique Poulain est connue pour être l'interprète du générique français du dessin animé Candy Candy. Elle est également connue pour être la voix française du dessin animé Cendrillon (film, 1950)

## Retrouvailles
À l'occasion du Concours Eurovision de la chanson en 1986 à Bergen en Norvège, le quatuor se reforme sous le nom de Cocktail Chic. Les chanteuses interprètent la chanson Européennes, écrite et composée par les frères Costa, et finissent à la dix-septième place sur vingt participants, soit la plus mauvaise place enregistrée par la France jusqu'alors.
La même année, Martine Latorre et Francine Chantereau assurent les chœurs de la chanson les Restos du Cœur, écrite par Jean-Jacques Goldman, le tout premier hymne de l'association lancée par Coluche.
En 1993, les quatre chanteuses se retrouvent sur scène aux côtés de Dorothée à Bercy pour une série de six concerts en tant que choristes.

## Discographie des OP'4

### Super 45-tours (EP)
- 1966 : face A : L'enfant s'endort - Rien que tes yeux pour pleurer - face B : Attention aux garçons - Vraiment t'es pas malin, avec la collaboration d'Éric Charden (orchestre dirigé par Gérard Hugé)
- 1967 : face A : C'est extra - Laisse-moi (adaptation de Phil Spector) - Ils sont si gentils - Ne compte pas sur moi

## Discographie des Fléchettes

### 45-tours
- 1969 : face A : Une fille est toujours belle  (H. Kaylan - M. Volman - J. Pons - A. Nichol - J. Barbata - J. Plante) - face B : Les gens  (B. Merryl - J. Styne / Eddy Marnay) - chez Disques Flèche
- 1969 : face A : Les Heures (Saint-Preux - P. Langlade) - face B : Je vends du rêve (Ch. Herbert - J. Plante) - chez Disques Flèche
- 1970 : face A : Tout l'amour du monde  (G. Simpson - Yves Dessca) - face B : La peur  (Spector & Levine / E. Marnay) - chez Disques Flèche / Barclay[11] (sur la pochette, la dénomination du groupe devient « Dominique et les Fléchettes », singularisant ainsi la chanteuse principale)

### 33-tours
- 1973 : Une fille est toujours belle, dans Les plus grands succès Flèche (compilation) – chez Disques Flèche
- 1976 : Nouvelle vague (A. Canfora - Richard Anthony) - La vie est belle (Feaster - Keyes - Mc Rae - Edwards - Yvy) , sur Chance (album), dix titres de reprises, avec Georges et Michel Costa – chez Le Fantôme / Atlantic[12]
- Reprise : Si j'avais un marteau[11]

## Discographie de Cocktail Chic

### 45-tours
- 1986 : Européennes, chanson représentant la France au concours Eurovision 1986, chez Vogue